# ASC Yakaar
Association Sportive et Culturelle Yakaar w skrócie ASC Yakaar – senegalski klub piłkarski grający w trzeciej, a niegdyś w pierwszej lidze senegalskiej, mający siedzibę w mieście Rufisque.

## Występy w afrykańskich pucharach
| Sezon | Rozgrywki           | Runda   | Kraj          | Klub                   | Dom | Wyjazd | Dwumecz |
| ----- | ------------------- | ------- | ------------- | ---------------------- | --- | ------ | ------- |
| 2009  | Puchar Konfederacji | wstępna | Gwinea Bissau | Sport Bissau e Benfica | 1–0 | 2–1    | 3–1     |
| 2009  | Puchar Konfederacji | 1       | Algieria      | JSM Bejaïa             | 1–1 | 1–4    | 2–5     |

## Stadion
Domowe mecze klub rozgrywa na stadionie o nazwie Stade Ngalandou Diouf w Rufisque, który może pomieścić 7500 widzów.

## Reprezentanci kraju grający w klubie
Stan na czerwiec 2023.
| - Ablaye Diène - Ibrahima Faye | - Cheikh N’Doye |